# Phaonia subfausta
Phaonia subfausta är en tvåvingeart som beskrevs av Ma och Wu 1989. Phaonia subfausta ingår i släktet Phaonia och familjen husflugor. Inga underarter finns listade i Catalogue of Life.